# Trasialce di Taso
Trasialce (Taso, V secolo a.C. – ...) è stato un filosofo greco antico.

## Biografia
Strabone lo cita in quanto filosofo studioso della natura, antecedente ad Aristotele. L'esplicita affermazione straboniana che Trasialce fosse uno degli "antichi naturalisti" può assegnarlo al V secolo a.C., quindi, probabilmente, da situare nella fioritura della filosofia presocratica di stampo pluralista affermatasi con Anassagora e Democrito nella Grecia continentale.

## Opera
Non si conosce il titolo dell'opera di Trasialce, né il contenuto di essa, anche perché ne restano tre frammenti non testuali.
Trasialce avrebbe, tra l'altro, teorizzato che i venti etesii che spirano sull'Egeo in estate spingono le nubi sui monti dell'Etiopia e da lì, fanno nascere le piogge che creano le piene del Nilo e, inoltre, che due fossero i venti principali, ossia Borea e Noto, contribuendo, dunque, a costituire la rosa dei venti classica.